# La Carolina, Jaén
La Carolina este un oraș din Spania, situat în provincia Jaen din comunitatea autonomă Andaluzia. Are o populație de 15.576 de locuitori.